# La Fajòla
La Fajòla (en francès La Fajolle) és un municipi francès situat al departament de l'Aude i a la regió d'Occitània.